# آتکینز
آتکینز (انگلیسی: Atkins) شرکت مهندسی انگلیسی است، که در زمینه ارائه خدمات ساخت‌وساز، مدیریت پروژه، طراحی، معماری و مشاور مدیریت فعالیت می‌کند.
شرکت آتکینز در سال ۱۹۸۲ توسط ویلیام سیدنی آتکینز تأسیس شد. دفتر مرکزی این شرکت در شهر لندن، بریتانیا قرار دارد. در ژوئیه ۲۰۱۷ کلیه سهام آتکینز توسط شرکت کانادایی اس‌ان‌سی-لاوالین خریداری شد.